# 9177 Donsaari
9177 Donsaari eller 1990 YA är en asteroid i huvudbältet som upptäcktes 18 december 1990 av den amerikanske astronomen Eleanor F. Helin vid Palomar-observatoriet. Den är uppkallad efter den amerikanske matematikern Donald G. Saari.
Asteroiden har en diameter på ungefär 6 kilometer.